# إكسوكي (إوانينا)
إكسوكي (Εξοχή) هي مدينة في إوانينا في مقاطعة كينتريكي إلادا في اليونان.
يبلغ عدد سكانها حوالي 1866   نسمة.